# Насадження сосни Веймутової (Тальнівський район)
Наса́дження сосни́ Ве́ймутової — ботанічна пам'ятка природи місцевого значення в Україні. Об'єкт розташований на території Тальнівського району Черкаської області, квартал 36 Потаського лісництва. 
Площа — 0,1 га, статус отриманий 27 червня 1972 року. 